# Arctosa leopardus
Arctosa leopardus es una especie de araña araneomorfa del género Arctosa, familia Lycosidae. Fue descrita científicamente por Sundevall en 1833.
Habita en Europa, Turquía, Cáucaso, Rusia (Europa a Siberia del Sur), Irán y Asia Central.